# 파키스탄 무슬림 연맹

파키스탄 무슬림 연맹

파키스탄 무슬림 연맹(우르두어: پاکستان مسلم لیگ, 영어: Pakistan Muslim League, PML)은 우익 정강을 지배해온 여러 파키스탄 정당들의 이름이다.
무슬림 연맹은 파키스탄의 창시자들의 정당이었다. 그러나 1947년 파키스탄이 생긴 직후 다수의 골절에 직면했다. 그것은 1970년대에 거의 사라졌다. 1980년대 중반에 부활이 시작되었고 오늘날 파키스탄의 여러 정당들이 무슬림 연맹으로 명명되었다.